# Ciclodextrina

Sugammadex, una γ-Ciclodextrina

Las ciclodextrinas son una familia de compuestos formados por moléculas de monosacáridos unidas en forma de anillo (oligosacáridos cíclicos). Las ciclodextrinas se producen a partir de almidón por medio de conversión enzimática. A veces también son llamadas "cicloamilosas". Se utilizan en alimentos, productos farmacéuticos, sistemas de administración de fármacos y las industrias químicas, así como la agricultura y la ingeniería ambiental. Las ciclodextrinas se componen de 5 o más unidades de α-D-glucopiranósido (glucosa cíclica). Típicamente las ciclodextrinas contienen un número
de monómeros de glucosa que van de seis a ocho unidades en un anillo, creando una forma de cono.

## Estructura
Las ciclodextrinas están constituidos por unidades 6-8 glucopiranósido,  y pueden ser topológicamente representadas como toroides, con las aberturas más grandes y pequeñas expuestas al grupo hidroxilo secundario y primario respectivamente. Debido a esta disposición, el interior de los toroides no es hidrofóbica, pero es considerablemente menos hidrofílica que el medio acuoso y por lo tanto capaz de albergar otras moléculas hidrofóbicas. En contraste, el exterior es suficientemente hidrofílico para impartir a las ciclodextrinas su solubilidad en agua. 
La formación de los compuestos de inclusión modifica en gran medida las propiedades físicas y químicas de la molécula huésped, principalmente en términos de su solubilidad en agua. Esta es la razón por la cual las ciclodextrinas han atraído mucho interés en diversos campos, especialmente aplicaciones farmacéuticas, ya que los compuestos de inclusión de ciclodextrinas con moléculas hidrofóbicas son capaces de penetrar los tejidos del cuerpo, estas pueden ser utilizadas para liberar compuestos biológicamente activos bajo condiciones específicas. 
En mayoría de los casos el mecanismo de la degradación controlada de tales complejos se basa en el cambio de pH de las soluciones acuosas, lo que lleva a la pérdida de enlaces de hidrógeno o iónicos entre el hospedero y las moléculas huésped. Medios alternativos para la interrupción de los complejos toman ventaja de las acciones de enzimas capaces de escindir enlaces α-1,4 entre los monómeros de glucosa.

Estructura de las ciclodextrinas.

## Historia
Fueron aisladas por primera vez en 1891 por Villiers y Schardinger los identificó en 1903 como oligosacáridos. Durante décadas eran curiosidades de laboratorio sin gran interés aunque entre 1911 y 1935 el químico alemán Pringsheim demostró que podían formar complejos de inclusión. Estos trabajos fueron retomados por Cramer en los años '50.
En los últimos años se ha notado un número creciente de artículos científicos que se ocupan de ellas y se han patentado diversas aplicaciones ya que presentan un exterior hidrofílico y una cavidad interior hidrofóbica donde pueden acoger moléculas orgánicas no polares.

## Nomenclatura
Según el número de unidades de glucosa que forman la ciclodextrina, ésta se nombra con una letra griega diferente:
α-Ciclodextrina: n = 6 moléculas de glucosa (Diámetro/Altura de la cavidad: 4,7..5,3/7,9A).
β-Ciclodextrina: n = 7 moléculas de glucosa (Diámetro/Altura de la cavidad: 6,0..6,5/7,9A).
γ-Ciclodextrina: n = 8 moléculas de glucosa (Diámetro/Altura de la cavidad: 7,5..8,3/7,9A).
δ-Ciclodextrina: n = 9 moléculas de glucosa.
En la bibliografía se describen ciclodextrinas hasta con 17 unidades de glucosa pero no tienen importancia económica ya que los homólogos superiores son difíciles de separar y sus propiedades como huésped de moléculas orgánicas son malas.
El enlace entre las subunidades pasa de forma α-glicosítica entre los carbonos 1 y 4 de los ciclos de la glucosa.

## Síntesis
Las ciclodextrinas se obtienen en la degradación enzimática del almidón. El almidón más utilizado como materia prima es el del maíz. Las enzimas utilizadas se llaman ciclodextrin-glicosil-transferasas (CGT-asas). Están presentes en diversos microorganismos. El primero en ser explotado era el Bacillus macerans. Hoy en día las enzimas se obtienen con procesos de tecnología del ADN genética a partir de organismos genéticamente modificados.
El principal propósito en la síntesis de las ciclodextrinas es obtener un producto uniforme que contenga el máximo porcentaje del número de moléculas de glucosa por unidad deseado ya que las aplicaciones dependen mucho del tamaño de la cavidad.

## Aplicaciones
Las ciclodextrinas se utilizan en la industria farmacéutica para aumentar la solubilidad de algunos fármacos en agua. Las moléculas del principio activo se incluyen en la cavidad y pueden ser transportadas por la ciclodextrina hasta el lugar de su actuación. Además las protegen del oxígeno y de la irradiación UV y las liberan uniformemente sobre un tiempo prolongado.
En los productos del uso diario las ciclodextrinas se encuentran en la formulación de algunos ambientadores donde atrapan supuestamente algunas de las moléculas que provocan los malos olores.
En química analítica se utilizan ciclodextrinas y derivados para preparar columnas capilares en separaciones cromatográficas de enantiómeros debido a sus propiedades quirales.

## Analítica
Las ciclodextrinas pertenecen al grupo de carbohidratos no reductores. Así que no reaccionan con el reactivo de Fehling. Sin embargo pueden ser identificado por su aducto con 9[10H]-antracenona.

## Derivados
Para cambiar las propiedades físicas y químicas de las ciclodextrinas se han desarrollado diversos derivados. Unos de los más utilizados son los derivados parcialmente metilados que tienen una solubilidad en agua hasta 150 veces superior a la del producto de partida. Además se están sintetizando carbohidratos cíclicos derivados de otros carbohidratos como la fructosa, maltosa etc.

## Reacciones generales
Las ciclodextrinas son estables en disoluciones neutras y básicas pero se degradan lentamente con un pH ácido. En sólido empiezan a descomponerse por encima de los 200 °C.

## Toxicología
No se conocen efectos tóxicos de las ciclodextrinas. En el caso de la β-ciclodextrina se ha podido demostrar su inocuidad. Sólo en caso de inyección intravenosa forma complejos con el colesterol que precipitan de la sangre y pueden colapsar el sistema cardiovascular.
En algunos países las ciclodextrinas están admitidas como aditivo en la fabricación de los alimentos aunque la OMS recomienda no ingerir más de 6 mg/kg diario de estos compuestos.

## Extracción del oro ecológica (experimental)
Las moléculas de α-ciclodextrina, β-ciclodextrina y γ-ciclodextrina son capaces de aislar las moléculas de oro de una solución de KAuBr- formando espinas de oro según la experiencia accidental que realizó Zhichang Liu. Según descrito en otros artículos científicos, este proceso está en fase de experimentación para su uso en la minería de oro a fin de reemplazar el mercurio o el cianuro de alto riesgos ambientales. Esta molécula tendría la capacidad de separar el oro de otros metales como el platino.